# Diocesi di Kaišiadorys
La diocesi di Kaišiadorys (in latino Dioecesis Kaisiadorensis) è una sede della Chiesa cattolica in Lituania suffraganea dell'arcidiocesi di Vilnius. Nel 2023 contava 84.000 battezzati su 96.000 abitanti. È retta dal vescovo Jonas Ivanauskas.

## Territorio
La diocesi comprende all'incirca la parte occidentale della contea di Vilnius e alcune porzioni delle contee di Utena e di Alytus.
Sede vescovile è la città di Kaišiadorys, dove si trova la cattedrale della Trasfigurazione del Signore.
Il territorio è suddiviso in 68 parrocchie, raggruppate in 7 decanati.

## Storia
La diocesi, suffraganea dell'arcidiocesi di Kaunas, è stata eretta il 4 aprile 1926 con la bolla Lituanorum gente di papa Pio XI. Essa comprendeva 5 decanati e 62 parrocchie dell'arcidiocesi di Vilnius che, dopo la definizione dei confini nel periodo post-bellico, si trovavano nella neonata nazione lituana. All'epoca la sede di Vilnius apparteneva alla Polonia.
Per decisione delle autorità sovietiche, nel 1949 la sede della curia diocesana fu trasferita a Vievis, e poté ritornare a Kaišiadorys solo nel 1978.
Nel 1962 il vescovo Teofilius Matulionis, che era già stato condannato a lunghi periodi di detenzione, fu ucciso in odio alla fede. Il suo martirio è stato riconosciuto dalla Congregazione delle cause dei santi il 1º dicembre 2016 ed è stato proclamato beato il 25 giugno 2017.
Il 24 dicembre 1991 la diocesi è entrata a far parte della provincia ecclesiastica di Vilnius in forza delle bolle Quo efficacius e Rerum profecto di papa Giovanni Paolo II.

## Cronotassi dei vescovi
Si omettono i periodi di sede vacante non superiori ai 2 anni o non storicamente accertati.
- Juozapas Kukta † (5 aprile 1926 - 16 giugno 1942 deceduto)
  - Juozapas Matulaitis-Labukas † (1942 - 1943) (amministratore apostolico)
- Beato Teofilius Matulionis † (9 gennaio 1943 - 20 agosto 1962 deceduto)
  - Bernardas Sužiedėlis † (1946 - 1949) (amministratore apostolico)
  - Juozapas Stankevičius † (1949 - 1957) (amministratore apostolico)
  - Juozapas Meidus † (1959 - 1962) (amministratore apostolico)
  - Povilas Bakšys † (1962 - 1974) (amministratore apostolico)
  - Juozapas Andrikonis † (1974 - 1982) (amministratore apostolico)
  - Vincentas Sladkevičius, M.I.C. † (15 luglio 1982 - 10 marzo 1989 nominato arcivescovo di Kaunas) (amministratore apostolico)
  - Juozas Matulaitis (10 marzo 1989 - 24 dicembre 1991 nominato vescovo) (amministratore apostolico)
- Juozas Matulaitis (24 dicembre 1991 - 11 febbraio 2012 ritirato)
- Jonas Ivanauskas, dall'11 febbraio 2012

## Statistiche
La diocesi nel 2023 su una popolazione di 96.000 persone contava 84.000 battezzati, corrispondenti all'87,5% del totale.
| anno | popolazione | popolazione | popolazione | presbiteri | presbiteri | presbiteri | presbiteri                | diaconi | religiosi | religiosi | parrocchie |
| anno | battezzati  | totale      | %           | numero     | secolari   | regolari   | battezzati per presbitero | diaconi | uomini    | donne     | parrocchie |
| ---- | ----------- | ----------- | ----------- | ---------- | ---------- | ---------- | ------------------------- | ------- | --------- | --------- | ---------- |
| 1950 | 220.426     | 228.026     | 96,7        |            |            |            |                           |         |           |           | 66         |
| 1970 | ?           | ?           | ?           | 79         | 79         |            | ?                         |         |           |           | 65         |
| 1980 | ?           | ?           | ?           | 69         | 69         |            | ?                         |         |           |           | 67         |
| 1990 | 220.000     | 226.000     | 97,3        | 67         | 67         |            | 3.283                     |         |           |           | 66         |
| 1999 | 165.200     | 191.200     | 86,4        | 61         | 61         |            | 2.708                     |         |           | 14        | 68         |
| 2000 | 164.200     | 191.200     | 85,9        | 58         | 58         |            | 2.831                     |         |           | 13        | 68         |
| 2001 | 164.200     | 191.200     | 85,9        | 61         | 61         |            | 2.691                     |         |           | 17        | 68         |
| 2002 | 163.300     | 190.300     | 85,8        | 59         | 59         |            | 2.767                     |         |           | 15        | 68         |
| 2003 | 172.664     | 192.934     | 89,5        | 58         | 58         |            | 2.976                     |         |           | 11        | 68         |
| 2004 | 168.000     | 187.000     | 89,8        | 59         | 59         |            | 2.847                     |         |           | 11        | 68         |
| 2006 | 148.893     | 186.000     | 80,0        | 60         | 59         | 1          | 2.481                     |         | 1         | 23        | 68         |
| 2011 | 140.400     | 173.000     | 81,2        | 60         | 60         |            | 2.340                     |         |           | 22        | 68         |
| 2013 | 137.800     | 170.000     | 81,1        | 61         | 61         |            | 2.259                     |         |           | 20        | 68         |
| 2016 | 100.000     | 118.000     | 84,7        | 56         | 56         |            | 1.785                     |         |           | 19        | 68         |
| 2019 | 97.900      | 114.700     | 85,4        | 52         | 52         |            | 1.882                     |         |           | 29        | 68         |
| 2021 | 85.300      | 96.940      | 88,0        | 48         | 48         |            | 1.777                     |         |           | 22        | 68         |
| 2023 | 84.000      | 96.000      | 87,5        | 45         | 45         |            | 1.866                     |         |           | 25        | 68         |